# Tiara Andini
Tiara Anugrah Eka Setyo Andini, dite Tiara Andini, née le 23 septembre 2001 à Patrang, Jember en Indonésie, est une chanteuse et actrice indonésienne.

## Biographie
Tiara Andini a commencé sa carrière de chanteuse après être arrivé en finale de l'émission de télévision Indonesian Idol (en). Elle a sorti sa première chanson intitulée Gemintang Hatiku en février 2020. Grâce à ce premier single, Andini a reçu les AMI Awards, qui sont les Grammy Awards indonésiens en tant que meilleur nouveau venu et les Mnet Asian Music Awards en tant que meilleur nouvel artiste asiatique en 2020.

## Discographie

### Singles
- Gemintang Hatiku (2020)
- Maafkan Aku #TerlanjurMencinta (2020)
- 365 (2020)
- Cintanya Aku (2021)
- Diam-Diam (2021)
- Bahaya (2021)
- Hadapi Berdua (2021)